# Унішкі-Завадзькі
Унішкі-Завадзькі (пол. Uniszki Zawadzkie) — село в Польщі, у гміні Вечфня-Косьцельна Млавського повіту Мазовецького воєводства.
Населення — 587 осіб (2011).
У 1975-1998 роках село належало до Цехановського воєводства.

## Демографія
Демографічна структура станом на 31 березня 2011 року:
|          | Загалом | Допрацездатний вік | Працездатний вік | Постпрацездатний вік |
| -------- | ------- | ------------------ | ---------------- | -------------------- |
| Чоловіки | 301     | 74                 | 202              | 25                   |
| Жінки    | 286     | 65                 | 169              | 52                   |
| Разом    | 587     | 139                | 371              | 77                   |